# 赵建才
赵建才（1956年8月—），男，汉族，山东临沭人，中华人民共和国政治人物。武汉工学院机械工业管理工程系管理工程专业干部专修科毕业，武汉汽车工业大学函授本科班毕业，武汉汽车工业大学技术经济与管理专业硕士研究生班在职研究生学历，管理学硕士，政工师。

## 生平
1975年10月参加工作。1981年6月加入中国共产党。2006年2月21日，任郑州市人民政府副市长、代理市长（2006年3月当选市长）。2011年3月，任河南省人民政府副省长、党组成员。2017年1月，辞去河南省人民政府副省长职务，当选河南省人大常委会副主任。
2008年，当选第十一届全国人大代表。